# 雷肯罗特
雷肯罗特是德国莱茵兰-普法尔茨州的一个市镇。总面积3.59平方公里，总人口223人，其中男性112人，女性111人（2011年12月31日），人口密度62人/平方公里。